# フォン・リヒトフォーヘン級航空母艦
フォン・リヒトフォーヘン級航空母艦（フォン・リヒトフォーヘンきゅうこうくうぼかん）は、荒巻義雄の小説『旭日の艦隊』に登場する架空の航空母艦。ドイツ(神聖欧州帝国)が保有する設定である。名前は第一次世界大戦のエースパイロットであるマンフレート・フォン・リヒトホーフェンに由来する。

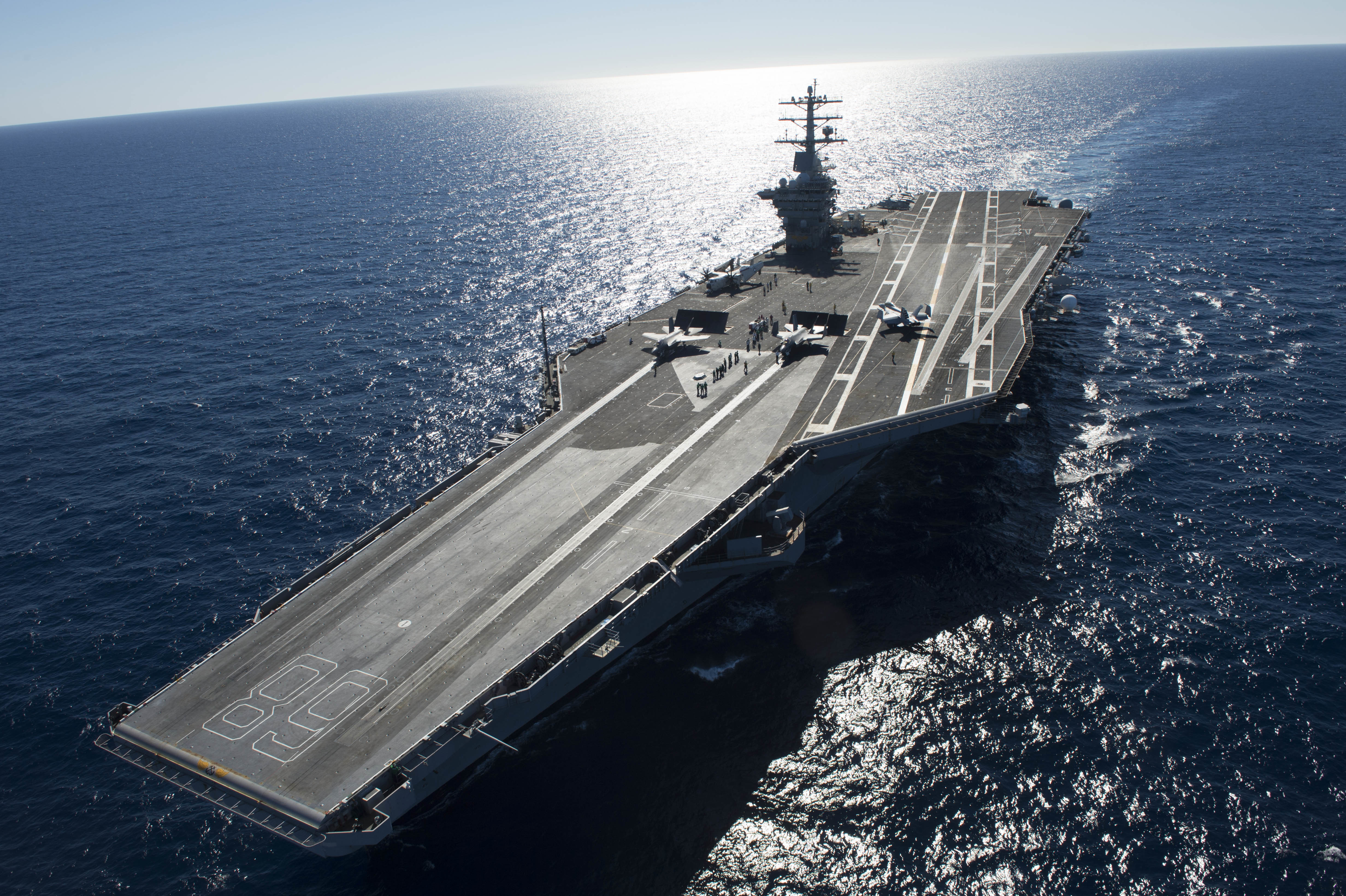
フォン・リヒトフォーヘン級とほぼ同じ形状の空母・ニミッツ

## 特徴
日本がドイツに対し宣戦布告したため建造された航空母艦である。当初、Uボートや戦艦といった艦艇しか保有していないドイツ海軍であったが、日本が有力な空母（機動部隊）を持っていた事から既存の「グラーフ・ツェッペリン」では太刀打ちできないとして戦力化することが決まった。
建造場所はドイツの主要な造船所はもちろん、占領地であるイギリスでも行われており短期間の内に9隻が就役した。しかし、戦時急造艦としての意味合いが強く、運動性や艦上機の搭載兵力が劣っており、後々問題として引き摺ることになる。
艦の形状や規模はニミッツ級航空母艦と全く同じであるが、排水量はニミッツ級の半分以下である3万トン台と小さい。搭載機はサーブ 35やメッサーシュミット Me262を艦上機として再設計した機種が選ばれており、レーダーはもちろんドイツが常に行う通商破壊を意識した単装砲を装備するなど「グラーフ・ツェッペリン」に似通った思想で建造されている。その為か、搭載機数もニミッツ級の半分程度である。

### 諸元
- 排水量 35,000 t
- 全長 330 m - 333 m
- 全幅 船体幅：41 m / 発着甲板幅：76.8 m
- 吃水 11.3 m - 12.5 m

### 兵装
- 41cm単装砲 6基
- 25mm4連装機銃 10挺
- 7cm高角砲 10挺など

### 搭載機
最大47機
- シードラッヘン
- メッサーシュミットMe462
- ユンカース Ju87 ジェットシュトゥーカ

## 劇中での活躍
本級が最初に出撃したのはアイスランド沖海戦である。この時は「ナッサウ」「ファルツ」「ザクセン」の3隻が旗艦であるビスマルクⅡ級戦艦「ロートリンゲン」を始めとする複数の戦艦や駆逐艦、巡洋艦と共に独海軍第一航空機動艦隊を編成し、独空軍重爆部隊との連合部隊でアイスランド攻撃を行ったが、前述の短期間での大量配備が影響してカタログスペックを満たしていない性能が浮き彫りになった。例えば、搭載機数は最大でも47機と日本が保有している「建御雷」にわずかながら劣っており、安定性が悪く横揺れするため船酔する者が続出するほどであった。そのあまりの状況に、搭乗員からは「塵バケツのような船」と揶揄された。
このアイスランド沖海戦では結局展開していた旭日艦隊に艦載機部隊の多くを撃破された上、上記の3隻も旭日艦隊航空部隊による攻撃で空母機能を喪失し、退却中に追いついた旭日艦隊の追撃によっていずれも対艦墳進弾で撃沈された（OVA版では空雷によって大火災が発生した上、空対艦ミサイル「猟火」で更に損傷して自沈に追い込まれた）。続く大西洋のフォークランド諸島を巡る戦いでも参加したが、日本側の潜水艦「亀天」率いる紺碧艦隊によって撃破されてしまった。

## 同型艦
- フォン・リヒトフォーヘン
- ナッサウ
- ファルツ
- ザクセン
- ポメラニア
- スロベニア
- ケルンテルン（ケルンテンとも）
- チューリンゲン
- ボヘミア
- モラバ
- シロンスク（シロンクスとも）
- ヴィルヘルム・シュテーア
- メッケル
- カイザースラウターン
- シレジア
- クーネルスドルフ
- ラトガレ
- クールラント
- エドゥアルト・ノイマン
- ヘルマン・グラーフ
- ポドラシェ
- ザールラント
- スラボニア